# Shirley Frimpong-Manso
Shirley Frimpong-Manso (16 de marzo de 1977) es una directora de cine, guionista y productora ghanesa.

## Carrera
Frimpong-Manso es la fundadora y CEO de Sparrow Productions, una compañía productora de cine, televisión y comerciales. Obtuvo un galardón en la categoría de mejor director en los Premios de la Academia del Cine Africano en su sexta edición. Frimpong-Manso es también presidenta de Sparrow Station, un servicio de vídeo streaming. En 2013 fue incluida en la lista de las 100 personas más influyentes de Ghana, elaborada por la cadena televisiva ETV Ghana.
Ha sido descrita como una cineasta que "busca elevar el nivel de la producción cinematográfica en Ghana y en toda África, contando historias africanas progresistas vistas a través de los ojos de los propios africanos". Cambiar la imagen de Ghana ante el mundo fue uno de los principales motivos por los que escogió su profesión. Sus películas también son conocidas por sus "aguerridas protagonistas femeninas", ya que representan a mujeres africanas que se encargan de trabajar para sostener a sus familias.

## Filmografía
- 2009 - Life and Living it
- 2009 - Scorned
- 2009 - The Perfect Picture
- 2009 - A Sting in a Tale
- 2010 - Checkmate
- 2010 - Six Hours to Christmas
- 2011 - Peep
- 2012 - Contract
- 2011-2013 - Adams Apples
- 2013 - Potomanto
- 2013 - Big for Nothing
- 2013 - Stranger in my Bed
- 2013 - Tenant
- 2014 - Devil in the Detail
- 2014 - Love or Something Like That
- 2014 - V-Republic
- 2015 - Grey Dawn
- 2016 - Shampaign
- 2016 - Rebecca
- 2017 - Potato Potahto